# Ван дер Хейден, Питер
Питер ван дер Хейден (нидерл. Pieter van der Heyden), известный также как Петрус а Мерика (Petrus Ameringius / Mercinus / Merica), ок. 1530, Антверпен (?) — после марта 1572) — фламандский живописец и гравёр, известный гравюрами по живописным оригиналам и рисункам Питера Брейгеля Старшего и других нидерландских художников.

## Жизнь и творчество
Предположительно, Питер ван дер Хейден родился в Антверпене около 1530 года. Неизвестно, у кого он прошёл обучение. Хорошо известно только то, что он в 1551—1572 годах работал в издательском доме знаменитого Иеронима Кока в Антверпене. Он выполнял гравюры в технике офорта с доработкой резцом по картинам известных фламандских художников предыдущего поколения, а также его современников, таких как Иероним Босх, Франс Флорис, Ханс Бол, Ламберт Ломбард и Питер Брейгель Старший.
Его гравюры выпускали и другие издатели того времени, например Ян Галле. Наследие Питера ван Хейдена включает гравюры на религиозные и мифологические сюжеты, портреты а также орнаментальные композиции.
В 1557 году ван Хейден был принят в антверпенскую Гильдию Святого Луки в статусе мастера. В 1558 году в издательстве И. Кока он опубликовал серию гравюр «Семь смертных грехов», в 1568 году — «Двенадцать фламандских пословиц» (обе по рисункам Питера Брейгеля); вторая серия была награвирована совместно с Яном Вириксом, а также четыре гравюры, представляющие четыре времени года по рисункам Брейгеля. Когда Брейгель скончался в 1569 году, он завершил только эскизы «Весны» и «Лета». Иероним Кок поручил Х. Болу разработать рисунки для осени и зимы. Все четыре композиции, гравированные Питером ван дер Хейденом, были опубликованы И. Коком в 1570 году.
Ван дер Хейден сделал двадцать шесть гравюр по рисункам Брейгеля, больше, чем любой другой гравёр. Он часто отмечал свои гравюры монограммой «PME» — инициалами своего латинизированного имени (Petrus Mercinus). Последний раз он упоминался в документах в марте 1572 года.

## Гравюры по рисункам Питера Брейгеля Старшего

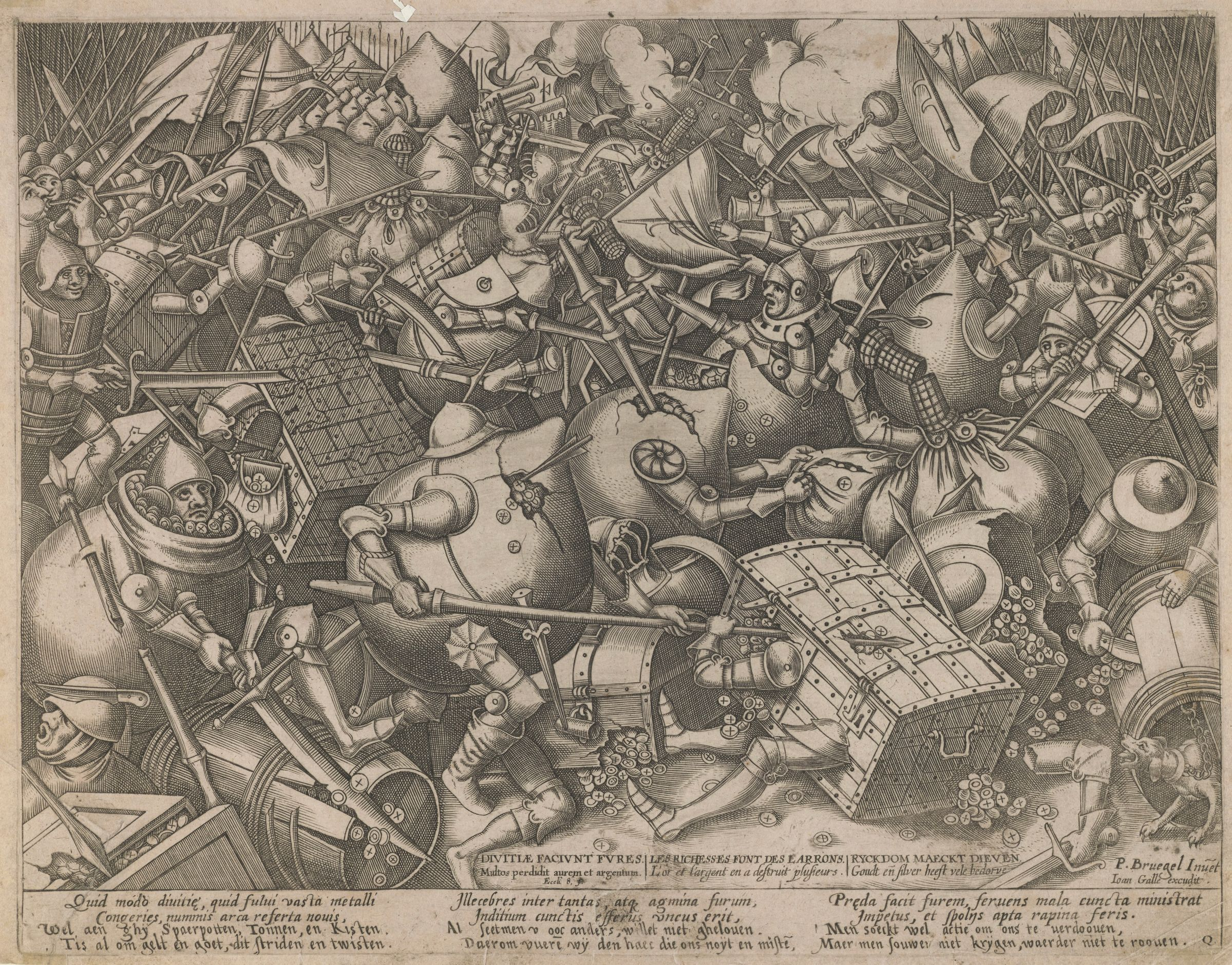
Битва кошельков и сундуков. После 1570
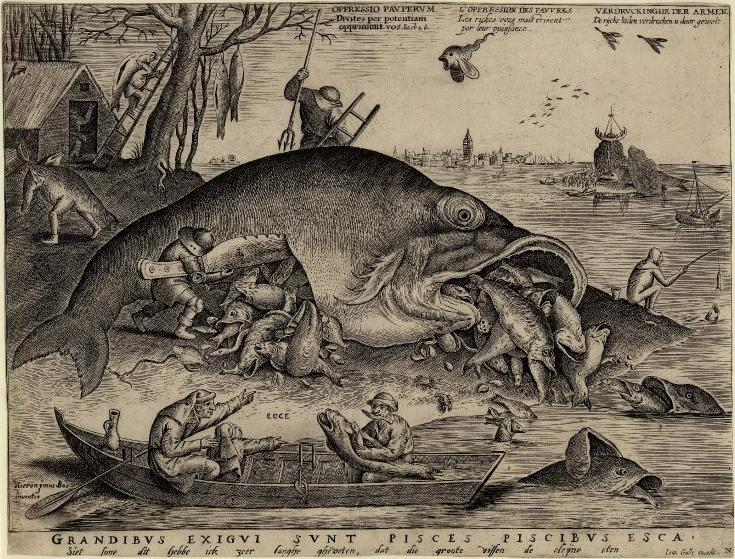
Большие рыбы поедают малых. Между 1625 и 1675
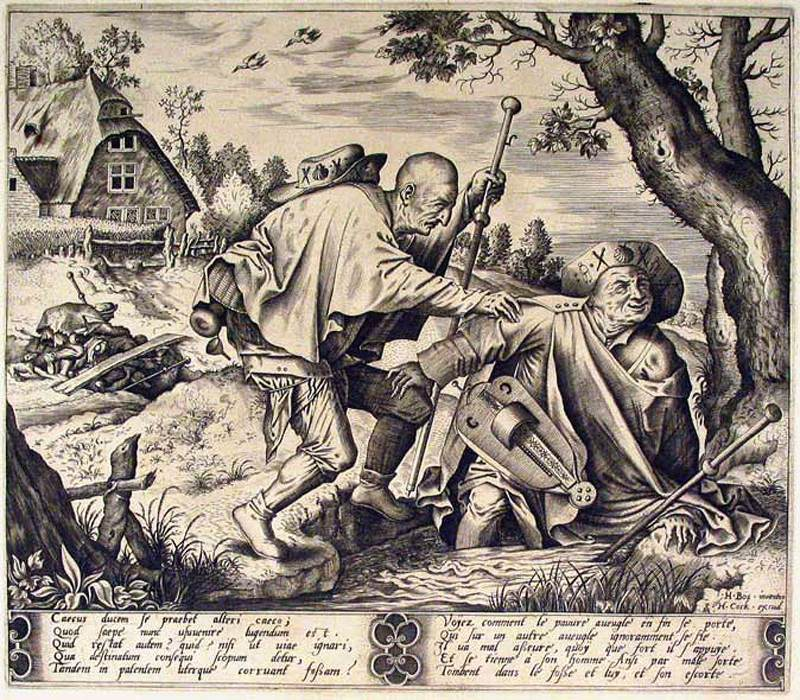
Притча о слепых. Около 1561
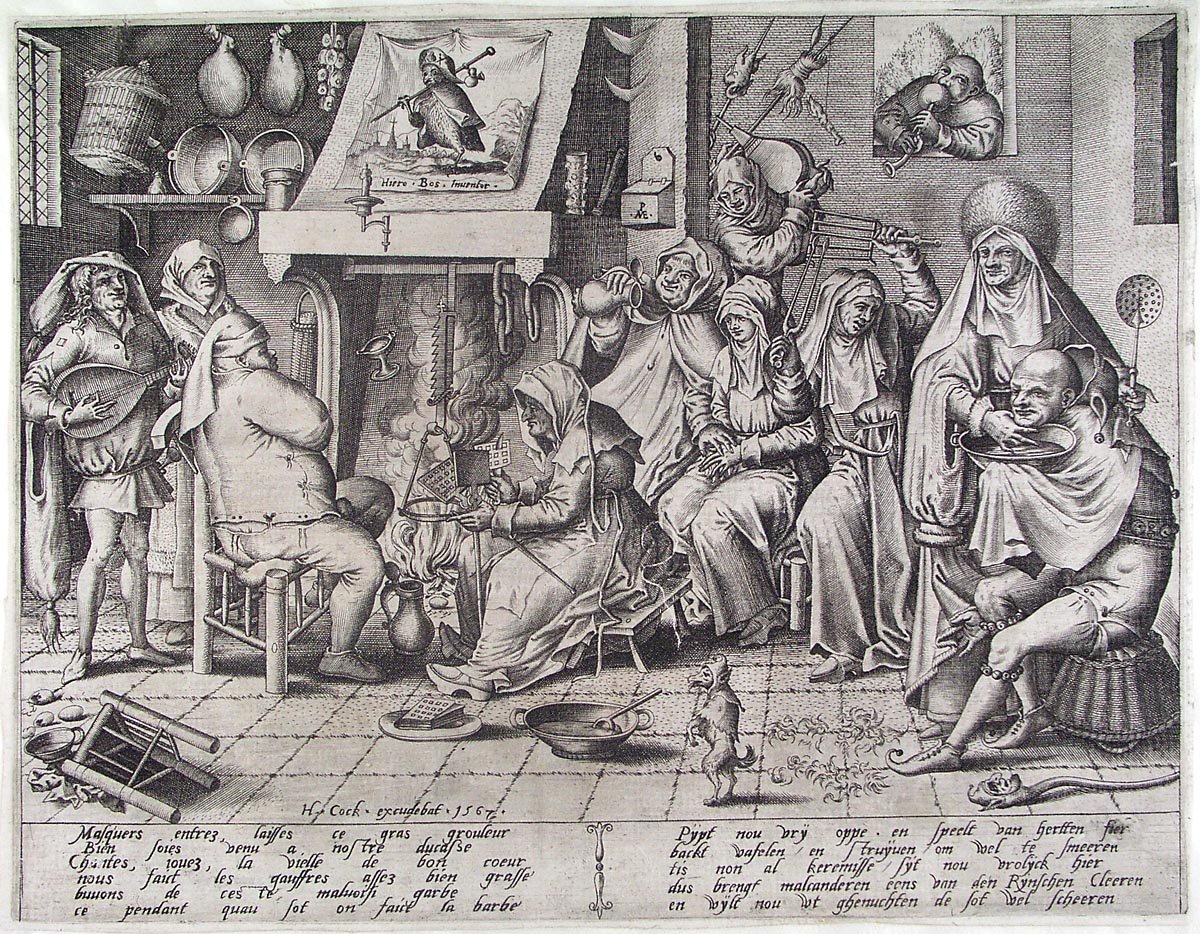
Карнавал. 1567
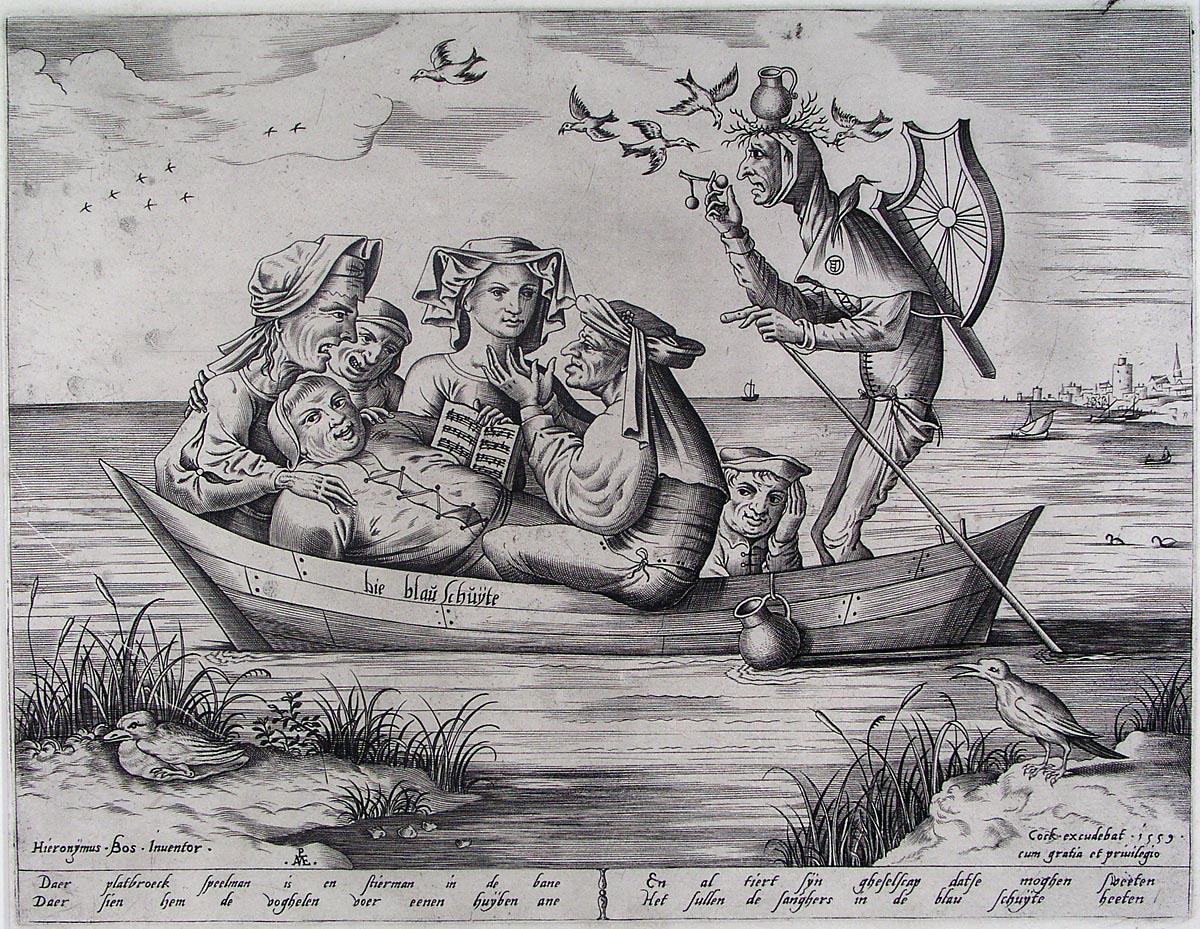
Голубой Шуйте (по И. Босху?). 1559
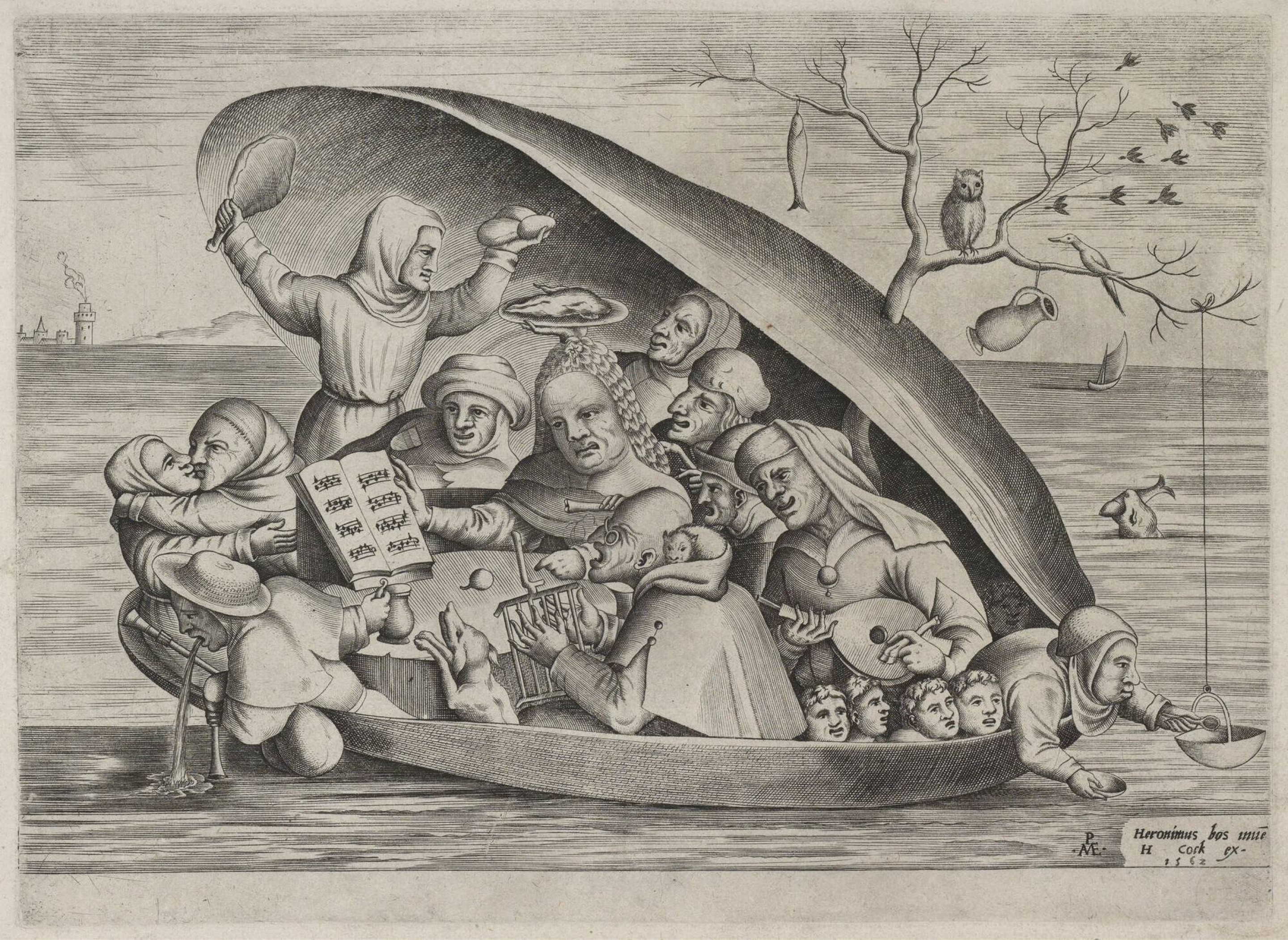
Весельчаки плывут в раковине по морю. (по И. Босху?). 1562